# نخستین جنگ مهردادی
نخستین جنگ مهردادی /ˌmɪθrəˈdædɪk/ (۸۹ تا ۸۵ پ. م) جنگی بود که جمهوری روم در آن جهان یونانی را به چالش کشید. در این درگیری، پادشاهی پونت و بسیاری از دولت‌شهرهای یونانی که علیه جمهوری روم شورش کردند. این دولت‌ها توسط مهرداد ششم علیه روم و متحدش پادشاهی بیتینیا رهبری می‌شدند. این جنگ پنج سال به طول انجامید و با پیروزی روم به پایان رسید. در پی آن مهرداد را مجبور کرد تمام فتوحات خود را به روم واگذار کرده و به پونت بازگردد. درگیری با مهرداد ششم بعداً در دو جنگ مهردادی دیگر از سر گرفته شد.

## مقدمه
پس از به تخت نشستن مهرداد ششم در پونت، او بر گسترش پادشاهی خود تمرکز کرد. با این حال، همسایگان مهرداد دولت‌های دست نشانده روم بودند و گسترش پونت به ضرر آن‌ها بود و ناگزیر او را به درگیری با روم سوق می‌داد. پس از تصرف موفقیت‌آمیز بیشتر سواحل اطراف دریای سیاه به پادشاهی پونت، مهرداد توجه خود را به آسیای صغیر (به ویژه پادشاهی کاپادوکیه) معطوف کرد، جایی که خواهرش لائودیس ملکه بود. او برادر همسر خود، آریارات ششم را توسط یک نجیب‌زاده کاپادوکیه‌ای، بنام گوردیوس، که متحد مهرداد بود، ترور کرد. بدین ترتیب پادشاهی به دست لائودیس سپرده شد و او به عنوان نایب‌السلطنه پسرش آریارات هفتم به حکومت ادامه داد.
لائودیس با نیکومدس سوم حاکم بیتینیا ازدواج کرد، بیتینیا نیز دشمن سنتی پونت بود. سپس نیکومدس کاپادوکیه را اشغال کرد و مهرداد نیز این کار او را با بیرون راندن او از کاپادوکیه و تثبیت خود به عنوان حامی پادشاهی برادرزاده‌اش بر تخت سلطنت، تلافی کرد.
هنگامی که آریارات از پذیرش بازگشت گوردیوس امتناع کرد، مهرداد بار دیگر به کاپادوکیه حمله کرد و آریارات را کشت. او پسرش را که او نیز آریارات هشتم نام داشت، تحت سرپرستی گوردیوس، بر تخت سلطنت کاپادوکیه نشاند.
نیکومدس به مجلس سنای روم متوسل شد، و این مجلس حکم کرد مهرداد باید از کاپادوکیه خارج شود و همچنین نیکومدس از پافلاگونیا خارج شود. سنا آریوبرزن یکم را به عنوان پادشاه کاپادوکیه منصوب کرد. مهرداد داماد خود تیگران حاکم ارمنستان را تحریک کرد تا به کاپادوکیه حمله کند و آریوبرزن را برکنار کند.
سنا دستورات ویژه‌ای را به لوکیوس سولا، پرپراتوری که مسئول کاهش دزدی دریایی در کیلیکیه (جنوب کاپادوکیه) بود، فرستاد و او را مأمور بیرون راندن حامیان مهرداد و ارمنی‌ها کرد. پس از مشکلات ابتدایی، سولا موفق شد و آریوبرزن به تخت سلطنت خود بازگردانده شد.
در بیتینیا، نیکومدس سوم درگذشت. پسرش نیکومدس چهارم جانشین او شد. پس از مدتی برادر ناتنی نامشروعش نیکومدس، سقراط خرستوس، با حمایت مهرداد، او را از پادشاهی‌اش بیرون راند. نیکومدس به روم گریخت و حمایت رومیان را جلب کرد که قول دادند او را به تخت سلطنتش بازگردانند.
متحد اصلی مهرداد، دامادش تیگران نیز، بار دیگر به کاپادوکیه حمله کرده و آریوبرزن را از تخت سلطنتش بیرون راند.

## هیئت آکویلیان، ۹۰–۸۹ پ.م.
در اواخر تابستان ۹۰ پ.م. یک هیئت سنایی به رهبری مانیوس آکویلیوس و مانلیوس مالتینوس به شرق فرستاده شد، تا نیکومدس و آریوبرزن را به پادشاهی‌هایشان بازگرداند. سنا همچنین دستورالعمل‌هایی را به کاسیوس، فرماندار رومی (احتمالاً پرپراتور) استان رومی آسیا، که ارتش کوچکی داشت، و به خود مهرداد فرستاد تا در بازگرداندن آن‌ها کمک کند.
ارتش کوچک کاسیوس احتمالاً نیروی متشکل از یک لژیون کامل و نصف لژیون (۵ تا ۱۰ گروهان) و چند واحد کمکی محلی بود - قطعاً بیش از ۵۰۰۰ سرباز در مجموع نبود. هیئت آکویلیان به زودی آن را با نیروی بزرگی از هنگ‌های کمکی گالاتیایی و فریگی تقویت کرد و با این نیروها به بازگرداندن هر دو پادشاه ادامه داد. مهرداد که از رومیان خشمگین بود، از همکاری امتناع کرد، اما مخالفت هم نکرد و هر دو پادشاه بدون هیچ جنگی در پاییز ۹۰ پ.م. بازگردانده شدند.
هیئت آکویلیان که مأموریتش به پایان رسیده بود، باید در زمستان ۹۰/۸۹ پ.م. به خانه بازمی‌گشت. اما آن‌ها، بدون شک به بهانه تحت نظر داشتن مهرداد، شروع به تحریک پادشاه پونت به جنگ کردند. این کار با توجه به اینکه جنگ ایتالیا هنوز در حال انجام بود، سیاستی بسیار پرخطر و حتی بی‌پروا تلقی می‌شد.
پادشاهان، به ویژه نیکومدس، وام‌های بزرگی در روم گرفته بودند تا به سناتورها رشوه دهند تا به بازگرداندن آن‌ها رأی دهند (این تصمیم طبق سیاست بلندمدت در منطقه قطعی بود، اما به نظر می‌رسد که اکنون سنا در امور خارجی بدون پرداخت‌های همراه از سوی خارجیانی که چیزی برای به دست آوردن از مداخله روم داشتند، کار چندانی انجام نمی‌داد). همراهان آکویلیوس شامل نمایندگان وام‌دهندگان بود. آنها با حمایت آکویلیوس، اکنون دو پادشاه را ترغیب کردند که به پادشاهی پونت حمله کنند تا وجوهی را تأمین کنند که برای بازپرداخت وام‌هایی که برای رشوه لازم بود، مورد نیاز بود. هر دو پادشاه که از قدرت مهرداد می‌ترسیدند (و احتمالاً می‌دانستند که سنا چنین دستوراتی نداده است)، مخالفت کردند. اما طلبکاران نیکومدس به فشار خود ادامه دادند تا اینکه او سرانجام رضایت داد.
احتمالاً در اواخر پاییز، ۹۰ پ.م. نیکومدس کنترل تنگه بسفر را به دست گرفت و در فصل جدید کشتیرانی (از اواسط مارس، ۸۹ پ. م) از خروج کشتی‌های پونت از دریای سیاه جلوگیری کرد.
در حدود اواسط بهار، ۸۹ پ.م. نیکومدس به سرزمین‌های باستانی پونت، ماریاندینیا حمله کرد و تا شرق آماستری را بدون هیچ گونه مقاومتی غارت کرد. مهرداد مدت‌ها بود که برای به چالش کشیدن قدرت روم آماده می‌شد و اکنون زمان مناسب فرا رسیده بود. او به عنوان آخرین وسیله برای جلب هر چه بیشتر همدردی در آناتولی، هیچ مخالفتی با حمله بیتینیایی‌ها نکرد و ترجیح داد به عنوان کسی که آشکارا توسط عوامل و نمایندگان روم مورد ظلم واقع شده است، ظاهر شود. بیتینیایی‌ها با غنایم فراوان به خانه بازگشتند - این احتمالاً برای نیکومدس کافی بود تا بدهی‌های خود را بازپرداخت کند.
پس از حمله، مهرداد سخنگوی خود پلوپیداس را نزد نمایندگان و فرماندهان رومی فرستاد تا شکایتی را، ظاهراً علیه پرگامون، مطرح کند. در همان زمان، مهرداد به تدارکات جنگی خود ادامه داد و به ویژه به اتحاد موجود خود با تیگران اعتماد کرد، اگرچه ارتباط با اشکانیان اکنون بی‌فایده بود، زیرا متحد او مهرداد دوم توسط رقیبش سیناتروک یکم که از شرق در تابستان ۹۱ پ.م. حمله کرد، کشته شده بود و یک جنگ داخلی جدی بین سیناتروک و بزرگ‌ترین پسر و وارث مهرداد، گودرز یکم، ادامه داشت. در نهایت جنگ داخلی اشکانیان تمام توجه تیگران را نیز به خود جلب کرد. پادشاه پونت همچنین از شبکه‌های حمایتی و استخدامی که با دقت در میان تراکی‌ها و سکاها آماده‌سازی کرده بود، بهره‌برداری می‌کرد و اکنون از پادشاهان سلوکی و بطلمیوسی الکساندر اول و کرت‌ها کمک و اتحاد طلبید.
فرستاده پونت، پلوپیداس، ماهرانه این واقعیت را نادیده گرفت که آکویلیوس و همراهانش حمله بیتینیایی را تحریک کرده بودند. در عوض، او تبلیغاتی را در مورد عدم تحمل رومیان نسبت به مهرداد منتشر کرد و در پایان به پیمان بین مهرداد و روم متوسل شد و از رومیان، به عنوان دوستان و متحدان، خواست که متجاوز بیتینیایی را مجازات یا مهار کنند. فرستادگان بیتینیایی ابتدا پاسخ دادند و به تجاوز پونت به بیتینیا و پادشاه فعلی آن، تجهیزات و منابع نظامی پونت و اتحادهای آن از ارمنستان تا تراکیه در حالی که مذاکرات با امپراتوری بطلمیوسی و امپراتوری سلوکی هنوز در جریان بود، اشاره کردند. بیتینیایی‌ها اصرار داشتند که چنین تدارکات عظیمی نه علیه بیتینیا، بلکه علیه خود روم است. پلوپیداس با موافقت با فراموش کردن گذشته و پذیرش تمام اقدامات رومیان در شرق، پاسخ داد. اما او اصرار داشت که باید در مورد اقدامات اخیر تجاوزکارانه بیتینیایی‌ها: بستن دریای سیاه، حمله و غارت قلمرو پونت، کاری انجام شود. او بار دیگر از رومیان خواست که به متن پیمان احترام بگذارند و به مهرداد کمک کنند تا مهاجمان خود را مجازات کند، یا حداقل به روح آن احترام بگذارند و در حالی که مهرداد خود انتقام می‌گرفت، کنار بایستند.
پلوپیداس با مهارت در ارائه این پرونده، در تلاش مهرداد برای شرمسار کردن و حتی بی‌اعتبار کردن نمایندگان رومی موفق شد. آن‌ها تظاهر به گوش دادن منصفانه به هر دو طرف کردند و اکنون از بی‌عدالتی آشکار نسبت به یک دوست و متحدشان شرمسار شدند. پس از تأخیر طولانی، سرانجام بیانیه‌ای قابل قبول برای عموم ارائه کردند: رومیان نمی‌خواستند به متحد خود مهرداد آسیبی وارد شود، و نمی‌توانستند اجازه دهند جنگ علیه نیکومدس آغاز شود، زیرا تضعیف او برخلاف منافع روم بود. پلوپیداس می‌خواست به ناکافی بودن این بیانیه اعتراض کند، اما او را بیرون کردند.

### اشغال مجدد کاپادوکیه توسط پونت، تابستان ۸۹ پ.م.

نقشه آسیای صغیر، در ۸۹ پ.م. که استان‌های رومی و دولت‌های دست نشانده و همچنین قلمرو پونت را نشان می‌دهد.

مهرداد به اندازه کافی از سازوکار سیاست روم آگاه بود که در صورت تمایل به جبران خسارت، از سنا درخواست کند. اما در عوض، او می‌خواست تحت تأثیر نقض قلمرویش عمل کند. پس از بازگشت پلوپیداس، پسرش آریارات را با ارتشی قدرتمند به کاپادوکیه فرستاد. اشغال (تابستان ۸۹ پ. م) سریع بود و بار دیگر (اکنون برای چهارمین بار) آریوبرزن یکم دست‌نشانده رومیان اخراج و آریارات پسر مهرداد در آنجا حاکم شد. این کار هر دو مصوبه سنا را که به مأموریت آکویلیوس مجوز می‌داد، و همچنین پیمان را نقض کرد. این یک حرکت استراتژیک با هدف درگیری جدی با رومیان بود: برخلاف نیکومدس، آریوبرزن هیچ کاری نکرده بود که توهین‌آمیز باشد؛ بنابراین این یک اعلام جنگ عملی بود.
منبع اصلی این وقایع یعنی، آپیان، اکنون بیان می‌کند که هر دو طرف شروع به جمع‌آوری نیروهای بزرگی برای جنگ تمام عیار کردند، و این اقدام عجولانه پادشاه پونت را نشان می‌دهد. در عوض، یک هیئت پونت به روم فرستاده شد و جمع‌آوری ارتش‌ها در آناتولی باید بقیه سال را به خود اختصاص می‌داد. سفر هیئت پونت به پاییز و اوایل زمستان ۸۹ پ.م. بازمی‌گردد.
جزئیات آغاز جنگ نشان می‌دهد که اقدام عجولانه توسط خود آکویلیوس انجام شد، که آشکارا مشتاق بود قبل از بازگشت هیئت پونت جنگ را آغاز کند. دستورات ماریوس به آکویلیوس احتمالاً این بود که جنگ را تسریع بخشد و بدین ترتیب سنا را با یک عمل انجام شده مواجه کند. اما وضعیت فعلی از دیدگاه ماریوس حتی بهتر بود، زیرا جنگ اکنون اجتناب‌ناپذیر اما هنوز قریب‌الوقوع بود: که به او زمان می‌داد اگر عجله می‌کرد، قبل از شروع آن به استان آسیا برود. با این حال، نه ماریوس، بلکه سولا، کنسول تازه انتخاب شده، فرماندهی علیه مهرداد را دریافت کرد (پاییز ۸۹ پ. م).
اخبار دومین اخراج آریوبرزن توسط مهرداد باید در سپتامبر، یک یا دو ماه قبل از انتخاب سولا به عنوان کنسول با پومپیوس روفوس، به روم رسیده باشد، زیرا پلوتارک در زمان ورود او به دفتر ثبت می‌کند:
سولا کنسولگری خود را در مقایسه با رویدادهای آینده بسیار ناچیز می‌دانست. آنچه تخیل او را برانگیخت، فکر جنگ علیه مهرداد بود. با این حال، در اینجا او با ماریوس مخالفت کرد.
واضح است که دیدگاه غالب در روم این بود که اشغال مجدد کاپادوکیه آخرین ضربه بود و پادشاه پونت باید مورد حمله و خلع ید قرار گیرد. مهم‌تر از آن، فروکش کردن جنگ ایتالیا اکنون نیروهای لازم برای انجام این کار را در اختیار روم قرار داد. در مورد سولا، او با عملکرد خوب به عنوان فرمانده در جنگ ایتالیا، خود را دوباره در معرض دید عموم قرار داده بود. او اخیراً با متلا، بیوه ارشد سنا ام. امیلیوس اسکاوروس که اخیراً درگذشته بود و دختر عموی پراتور متلوس پیوس و برادران جوان لوکولوس ازدواج کرده بود. او همچنین به همکارش، پومپیوس روفوس، که پسرش قبلاً با دخترش کورنلیا ازدواج کرده بود و حداقل یک فرزند داشت، نزدیک بود.

## تصرف آسیای رومی و کیلیکیه توسط پونت

### قتل‌عام رومیان و ایتالیایی‌ها در آسیا، حدود مه ۸۸ پ.م.
در بیتینیا، مهرداد توصیه‌ای افراطی و عجیب از سوی یک فیلسوف برجسته یونانی در دربارش، بنام مترودوروس اسکسیس، که به دلیل شدت احساسات ضد رومی‌اش به هو میسورومایوس (رومی‌ستیز) معروف بود، دریافت کرد. مترودوروس پیشنهاد کرد که برای پیوند دادن جوامع استان روم به آرمان پونت، پادشاه باید ترتیبی دهد که همه رومیان در استان بدون توجه به سن یا جنسیت نابود شوند و همه مقامات مدنی یونانی را مجبور به مشارکت کند، تا حاکمیت روم را برای همیشه و غیرقابل برگشت از بین ببرد.
مهرداد اندکی پس از به دست گرفتن کنترل استان در بهار ۸۸ پ.م. به برنامه‌های خود ادامه داد. قتل‌عام به دقت برنامه‌ریزی و هماهنگ شد تا قربانیان را در هر جامعه و همزمان غافلگیر کند. پادشاه در نامه‌ای به تمام مقامات مدنی استان، با جزئیات اقدامات لازم، تصریح کرد که کشتارها باید دقیقاً یک ماه پس از تاریخ نامه او انجام شود. تاریخ مورد نظر ثبت نشده است، اما حدود اوایل مه ۸۸ پ.م. بود. آنچه در آن روز رخ داد، عمیقاً بر روابط رومی/یونانی تأثیر گذاشت. آپیان بیان می‌کند که ۸۰٬۰۰۰ رومی و ایتالیایی در این «شامگاه آسیایی» کشته شدند، در حالی که پلوتارک تعداد بسیار بیشتری را ذکر می‌کند.

### مهرداد در برابر روم
در این زمان، مهرداد تسخیر آسیای صغیر را به پایان رساند و حضورش در یونان را تثبیت کرد. آرخلائوس به یونان فرستاده شد، جایی که او آریستیون را به عنوان یک جبار (منظور حاکم که براساس فرآیندی غیر از دموکراسی یونانی به قدرت می‌رسید) در آتن مستقر کرد.
رومیان به سرعت اعلام جنگ کردند. در سال ۸۷ پ.م. پروکنسول لوکیوس سولا در اپیروس (غرب یونان) فرود آمد و به آتن لشکر کشید. مسیر لشکرکشی سولا از طریق کتیبه‌ها بازسازی شده است. سولا با لشکرکشی به آتیکا از طریق بوئوتیا، وفاداری فوری بیشتر شهرهای آن را، که در راس آنها تبای بود، به دست آورد. بیشتر پلوپونز نیز پس از پیروزی ذکر شده توسط پاوسانیاس (۱٫۲۰٫۵) و ممنون (۲۲٫۱۱) به زودی از آن پیروی کردند. با این وجود، آتن، علیرغم محاصره تلخ در طول زمستان ۸۷/۶، به مهرداد وفادار ماند. سولا آتن را در اول مارس ۸۶ پ.م. تصرف کرد، اما آرخلائوس پیرئوس را تخلیه کرد و در بوئوتیا فرود آمد، جایی که در نبرد کرونیا شکست خورد.

## محاصره آتن توسط سولا، تابستان ۸۷ - اوایل ۸۶ پیش از میلاد
ارتش سولا آتن را در کالندس مارس، در کنسولگری گایوس ماریوس و لوسیوس کورنلیوس سینا، ۱۲ فوریه ۸۶ پیش از میلاد تصرف کرد. محاصره آتن یک کارزار طولانی و وحشیانه بود و لژیون‌های زبر و خشن سولا، کهنه سربازان جنگ اجتماعی، آتن را به‌طور کامل محاصره و تصرف کردند.
به زودی او بندر آتن، پیرائوس را تصرف کرد و این منطقه را غارت و تخریب کرد، که بیشتر آن در اثر آتش‌سوزی ویران شد، از جمله زرادخانه معروف معمار فیلون.
گایوس اسکریبونیوس کوریو بوربولیئوس مسئول محاصره آکروپولیس آتن شد و «مدتی» طول کشید تا آریستیون و پیروانش با تمام شدن آبشان تسلیم شوند (شاید اواخر بهار). آتن به شدت مجازات شد، در یک نمایش انتقام که اطمینان حاصل کرد یونان در طول جنگ‌های داخلی بعدی و جنگ‌های مهردادی مطیع باقی می‌ماند.

## کارزار کرونیا
حتی پس از اینکه سولا پیرائوس را تصرف کرد، آرخلائوس با بهره‌برداری از فرماندهی خود بر خطوط دریایی، موقعیت خود را در مونیشیا با ناوگان خود حفظ کرد و از رسیدن هرگونه غذا یا تجهیزات از طریق دریا به شهر یا ارتش روم جلوگیری کرد. در اوایل بهار، استراتژی آرخلائوس تأثیر شدیدی گذاشت. آتیک صخره‌ای امنیت خوبی برای عملیات علیه نیروهای بزرگ سواره نظام پونتیک که در مقدونیه جمع شده بودند، فراهم می‌کرد، اما
... ناحاصلخیز بود و حتی به‌طور بدنامی قادر به تأمین کامل جمعیت آستو نبود، چه رسد به ارتش بزرگ روم، بدون واردات از طریق دریا.
در اوایل بهار ۸۶ پیش از میلاد، تاکسیلس بیشتر نیروهای خود را متمرکز کرد، به آرخلائوس خبر داد که در بنادر مغناطیسی به او ملحق شود و از مقدونیه به سمت جنوب به تسالی لشکر کشید. آرخلائوس این پیشنهاد را رد کرد. او افسر ارشد بود و ترجیح داد به محاصره آتیک ادامه دهد. تسالی فقط توسط یک نیروی دیدبانی رومی متوسط تحت فرماندهی لگاتوس لوسیوس هورتنسیوس، برادر بزرگتر کوینتیوس هورتنسیوس سخنور، نگهداری می‌شد. اما علی‌رغم انرژی زیاد و شهرتش به عنوان یک مرد نظامی باتجربه، هورتنسیوس در برابر عدم تناسب عظیم نیروهایی که به سمت او می‌آمدند، کاری جز جمع‌آوری چند واحد کمکی تسالی که مأمور استخدامشان شده بود، و عقب‌نشینی به سمت جنوب نمی‌توانست انجام دهد.
در حدود آوریل ۸۶ پیش از میلاد، سولا که با کمبود آذوقه مواجه شده بود و به‌طور فزاینده‌ای نگران امنیت لوسیوس هورتنسیوس بود، تصمیم جسورانه‌ای گرفت تا آتیک را ترک کند و به دشت‌های حاصلخیز بوئوتیا لشکر کشد تا ارتش خود را تغذیه کند، اما همچنین آن را در معرض قدرت سواره نظام بزرگ ارتش پونتیک قرار دهد. این حرکت به آرخلائوس چاره‌ای جز حرکت به سمت شمال و پیوستن به تاکسیلس نداد.
در بوئوتیا، سولا با آرخلائوس در نبرد کرونیا (۸۶ پیش از میلاد) روبرو شد و او را شکست داد. آرخلائوس نیروهای باقی مانده خود را در جزیره ائوبویا جمع کرد، جایی که مهرداد با ۸۰٬۰۰۰ مرد از آسیای صغیر به او نیرو داد. سپس به سرزمین اصلی یونان بازگشت، جایی که بار دیگر توسط سولا، این بار در نبرد ارکومنوس شکست خورد. یونان به‌طور کامل به حاکمیت روم بازگردانده شد.

## مأموریت فلاکوس
در این زمان، روم نیز نیرویی را تحت فرماندهی لوسیوس والریوس فلاکوس فرستاده بود تا سولا را دستگیر کند و با مهرداد مقابله کند. ارتش فلاکوس از مقدونیه عبور کرد، از داردانل گذشت و در آسیا فرود آمد، جایی که بسیاری از شهرهای یونانی علیه مهرداد شورش کرده بودند. این شورش تا حد زیادی ناشی از رفتار خشن مهرداد با جزیره‌نشینان خیوس بود، که پس از آنکه ظاهراً غنایم جمع‌آوری شده از رومیان قتل‌عام شده قبلی جزیره را پس دادند، به بردگی دستور داد.
فلاکو پس از عبور از داردانل، در یک شورش به رهبری فلاویوس فیمبریا کشته شد، که مهرداد را شکست داد و پرگاموم را بازپس گرفت. با این حال، عدم وجود نیروی دریایی به مهرداد اجازه داد تا از خطر فوری از طریق دریا فرار کند، زیرا لوکولوس، دریاسالار سولا، از همکاری با فیمبریا برای جلوگیری از فرار مهرداد از بندر خودداری کرد. مهرداد بعداً در سال ۸۵ پیش از میلاد در داردانوس با سولا ملاقات کرد و شرایطی را پذیرفت که تمام دستاوردهای او در آسیا، کاپادوکیه و بیتینیا را به حاکمان اصلی خود بازگرداند، اما پادشاهی خود را در ازای غرامت هنگفت و وام ۷۰ کشتی به سولا برای بازگشت به روم و مقابله با دشمنانش، برای او حفظ کرد.
پس از این و با درک اینکه نمی‌تواند با سولا روبرو شود، فیمبریا خود را با شمشیر کشت. این امر سولا را آزاد گذاشت تا آسیا را تثبیت کند، که او با تحمیل غرامت هنگفت بر شهرهای یونانی در آنجا، همراه با درخواست پنج سال مالیات معوق، انجام داد و بدین ترتیب شهرهای آسیایی را برای مدت طولانی بدهکار کرد.